# Îlot
Pour les articles homonymes, voir Îlot (homonymie).

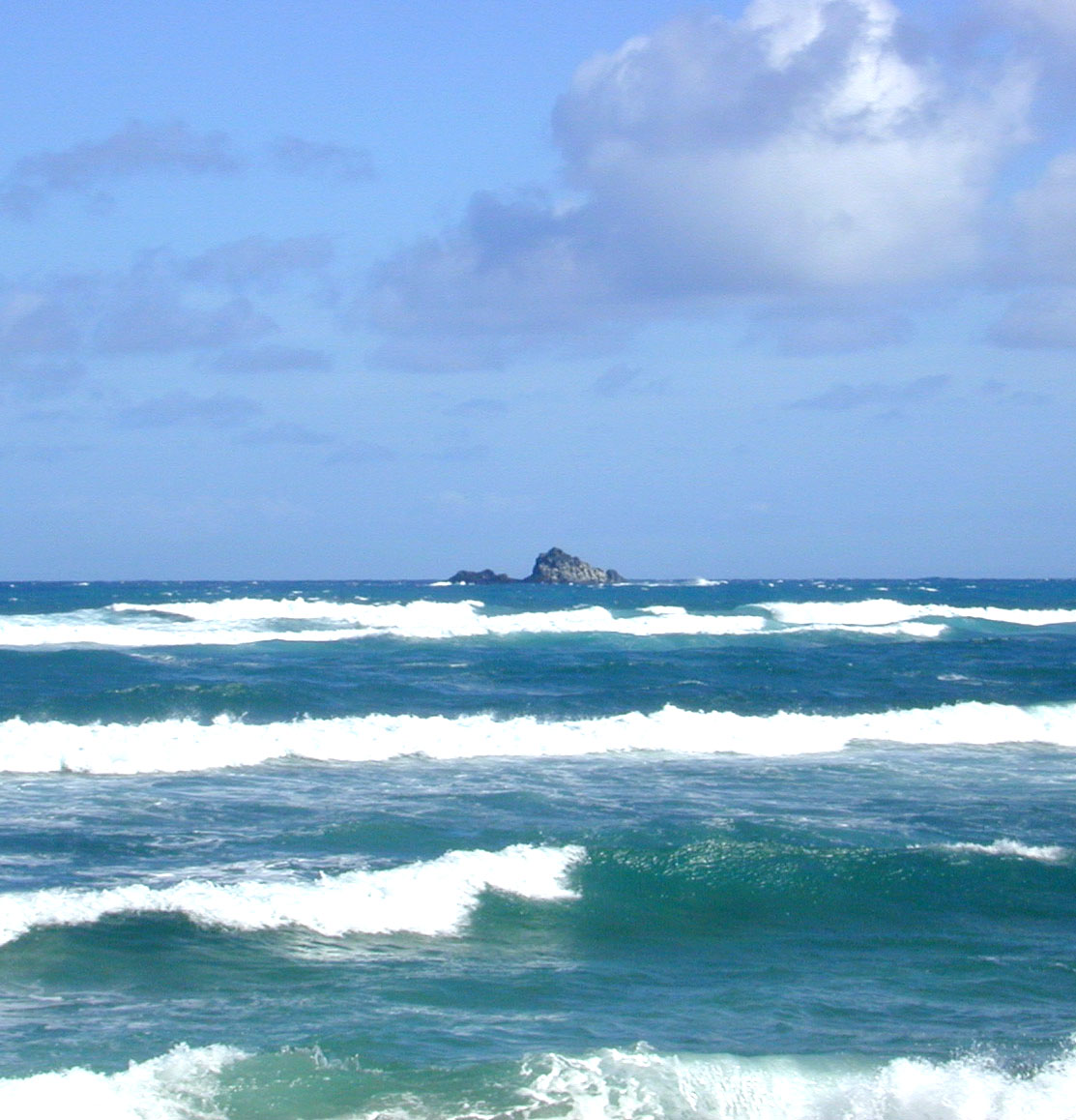
Mōkōlea Rock dans la baie de Kailua à 2,2 km au large de O'ahu à Hawaï.

Un îlot, également écrit ilot ou nommé îlet aux Antilles et en Guyane, est une île de petite superficie. Il s'agit, comme l'île, d'une entité non submergée lors de la plus basse marée et où s'est développée une végétation terrestre, mais qui s'en distingue par le fait qu'il ne se prête pas à l'habitation humaine. 
Il peut se trouver en pleine mer comme à proximité d'une île plus grande. La baie de Hạ Long au Viêt Nam est ainsi constituée de milliers d'îlots. Les îles Chausey, en Normandie, rassemblent une centaine d'îlots.
Un îlot peut également se trouver dans le lit d'un cours d'eau, comme l'archipel des Mille-Îles dans le fleuve Saint-Laurent, dans un lac comme l'îlot Chikly situé dans la partie nord du lac de Tunis.